# Alexandra Orlando
Alexandra Michel Orlando (Toronto, 19 de janeiro de 1987) é uma ginasta canadense que compete em provas de ginástica rítmica.
Durante os Jogos Pan-americanos de 2007, no Rio de Janeiro, a ginasta foi tri-medalhista, Alexandra emocionou o público quando estava competindo no individual geral no aparelho fita. Sua fita quebrou, sendo, segundo as regras, desclassificada; mesmo assim, continuou a sua apresentação até o final.
Alexandra Orlando é uma atleta olímpica, que dedicou 17 anos de sua vida para o esporte de ginástica rítmica, ganhando quase duas centenas de medalhas. Ela era canadense Senior Campeão Nacional pela idade de dezesseis título -a ela ganhou cinco vezes, ganhando-lhe a reputação de ser um dos poucos não-europeus competir ao mais alto nível no esporte. Alexandra começou a viajar por todo o mundo, competindo em eventos internacionais e que está sendo jogado na mídia em uma idade em que a maioria das meninas estão saindo no shopping. Ela estabeleceu um recorde mundial para seu esporte, ganhando uma medalha de ouro em todas as seis eventos nos Jogos da Commonwealth de 2006, em Melbourne, e conquistou mais três medalhas de ouro nos Jogos Pan-americanos de 2007, sendo escolhida como a Porta-bandeira canadense na cerimônia de encerramento dos ambos os jogos. Apesar de lesão, ela competiu nos Jogos Olímpicos de Pequim, em 2008, e se aposentou do esporte com a idade de vinte e um anos como um dos dez melhores ginastas do mundo. 
Sua incrível história é de luta e força. Por tudo isso, sua família e amigos assistiram o esporte consumi-la; e cada pessoa que entrou em sua vida foi afetada pela luta constante pela perfeição, e o esgotamento físico e mental. Aqueles que tiveram a força nunca saiu do seu lado. E quando a poeira baixou, a mulher saiu, que era mais forte do que jamais pensei que ela poderia ser. Refletindo sobre sua vida como "Alex o ginasta," Alexandra tem um olhar mais profundo sobre quem ela era durante a sua carreira, que ela tinha que ser, e como isso fez dela a pessoa que ela é hoje